# Янгранур
Янгранур (мар. Яҥгранур) — деревня в Советском районе Республики Марий Эл. Входит в состав Верх-Ушнурского сельского поселения.

## Географическое положение
Находится в центральной части республики Марий Эл на расстоянии приблизительно 15 км по прямой на северо-восток от районного центра посёлка Советский.

## История
По местным данным селение образовано в 1790—1800 годах переселенцами из деревни Тумьюмучаш. В 1909 году здесь проживали 162 человека. В советское время работал колхоз «1 Мая».

## Население
Население составляло 81 человек (мари 100 %) в 2002 году, 81 в 2010.